# Liste der Mitglieder der Deutschen Akademie der Naturforscher Leopoldina/1916
Die Liste der Mitglieder der Deutschen Akademie der Naturforscher Leopoldina für 1916 enthält alle Personen, die im Jahr 1916 zum Mitglied ernannt wurden. Insgesamt gab es 14 neu gewählte Mitglieder.

## Neu gewählte Mitglieder
| Nr.  | Name                              | Geboren       | Aufnahme | Gestorben     | Fachsektion                                                       | Bild                         |
| ---- | --------------------------------- | ------------- | -------- | ------------- | ----------------------------------------------------------------- | ---------------------------- |
| 3371 | Victor Gottfried Otto Schmieden   | 19. Jan. 1874 | 8. Mrz.  | 11. Okt. 1945 | Wissenschaftliche Medizin                                         |                              |
| 3372 | Franz Julius Otto Schieck         | 14. Aug. 1871 | 9. Mrz.  | 26. Jan. 1946 | Wissenschaftliche Medizin                                         |                              |
| 3373 | Karl Boehm                        | 29. Apr. 1873 | 11. Mrz. | 7. März 1958  | Mathematik und Astronomie                                         |                              |
| 3374 | Gerhard Wilhelm Hessenberg        | 16. Aug. 1874 | 13. Mrz. | 16. Nov. 1925 | Mathematik und Astronomie                                         |                              |
| 3375 | Ernst Rudolf Kötter               | 7. Aug. 1859  | 13. Mrz. | 26. Jan. 1922 | Mathematik und Astronomie                                         |                              |
| 3376 | Ludwig Ferdinand von Wolff        | 13. Sep. 1874 | 14. Mrz. | 7. Apr. 1952  | Mineralogie und Geologie                                          |                              |
| 3377 | Karl Friedrich August Bergwitz    | 7. Nov. 1875  | 6. Apr.  | 14. Nov. 1958 | Physik und Meteorologie                                           |                              |
| 3378 | Wilhelm Josef Petrascheck         | 25. Apr. 1876 | 3. Jul.  | 16. Jan. 1967 | Mineralogie und Geologie                                          |                              |
| 3379 | Lajos (Ludwig) Lóczy de Lócz      | 3. Nov. 1849  | 8. Jul.  | 13. Mai 1920  | Mineralogie und Geologie                                          | Lajos (Ludwig) Lóczy de Lócz |
| 3380 | Paul Gustaf Krause                | 7. Okt. 1867  | 22. Jul. | 25. Okt. 1945 | Mineralogie und Geologie Anthropologie, Ethnologie und Geographie |                              |
| 3381 | Reinhard Robert Maximilian Demoll | 3. Dez. 1882  | 20. Sep. | 25. März 1960 | Zoologie und Anatomie                                             |                              |
| 3382 | Hans Leo Przibram                 | 7. Juli 1874  | 1. Okt.  | 20. Mai 1944  | Zoologie und Anatomie                                             |                              |
| 3383 | Alfred Richard Wilhelm Kühn       | 22. Apr. 1885 | 1. Okt.  | 22. Nov. 1968 | Physiologie                                                       |                              |
| 3384 | Ernst Siegfried Becher            | 2. Juli 1884  | 19. Okt. | 1. Apr. 1926  | Zoologie und Anatomie                                             |                              |